# Miami Arena
El Miami Arena fue un pabellón deportivo situado en Miami, Florida. Actualmente está apartado de la gran competición ya que tanto Miami Heat de la NBA, Florida Panthers de la NHL y la Universidad de Miami de la División I de la NCAA, como equipos más importantes, abandonaron el pabellón, y hoy en día sólo reside allí los Miami Morays de fútbol americano indoor.

## Historia
El pabellón fue inaugurado en 1988 y tuvo un coste de 52.5 millones de dólares. Los Heat estuvieron allí de 1988 hasta 1999, los Panthers desde 1993 hasta 1998 y los Hurricanes fueron los últimos en dejarlo en 2003 tras 15 años allí. Los Miami Hooters de la AFL también estuvieron 2 años en el Miami Arena (1993-1995), mientras que los Miami Matadors de la ECHL lo hicieron en 1998.
El mayor evento que este pabellón ha acogido fue All-Star Game de la NBA en 1990. Otros de menor importancia responden a la Final de la East Regional de la NCAA en 1994 y el Royal Rumble de 1991.
En enero de 2000, Miami Heat se mudó al AmericanAirlines Arena, ubicado tres manzanas al este del Miami Arena. Los Panthers dejaron también el pabellón para jugar en el BankAtlantic Center, en Sunrise, Florida. 
Muchos de los conciertos que fueron organizados en el Miami Arena ahora se llevan a cabo en el BankAtlantic Center, AmericanAirlines Arena o el Seminole Hard Rock Casino en Hollywood, Florida.
Desde entonces, el pabellón ha quedado prácticamente inactivo. El pabellón fue vendido en 2004 a Glenn Straub, un inversor del Condado de Palm Beach, por 28 millones, 24 menos de lo que le costó a la ciudad de Miami su construcción.
El Miami Arena es a menudo conocido como el "Pink Elephant".
El Pabellón fue demolido en 2006

## Capacidad
- Baloncesto 16 640
- Hockey sobre hielo y Fútbol Americano Indoor: 14 696
- Conciertos: 5723 y 16 508
- Para anfiteatro: 6380
- Para teatro: 3642
- Banquetes: 500
- Palcos de lujo: 26